# Nguyễn Chí Thuật
Nguyễn Chí Thuật (ur. 1 marca 1951 w Hà Nam w Wietnamie) – wietnamski polonista, tłumacz, profesor na Uniwersytecie Adama Mickiewicza w Poznaniu.

## Wykształcenie
- 1970–1977 – kurs języka polskiego i studia polonistyczne, Wydział Filologii Polskiej Uniwersytetu Łódzkiego
- 1977–1987 – lektor języka polskiego w Wyższej Szkole Języków Obcych w Hanoi
- 1987–1990 – staż językowy i studia doktoranckie, Wydział Polonistyki Uniwersytetu Warszawskiego; obrona doktoratu w zakresie literaturoznawstwa Wątki patriotyczne i rewolucyjne w literaturze polskiej i wietnamskiej pod kierunkiem Heleny Karwackiej
- 1998–2004 – tłumacz ambasadora RP w Hanoi[2].

## Dydaktyka
- 1990–1996 – pracownik, potem kierownik Działu ds. Nauki w Wyższej Szkole Języków Obcych w Hanoi
- 2004–2012 – wykładowca Wydziału Wietnamistyki Uniwersytetu Hanojskiego
- 2005–2020 – profesor nadzwyczajny Uniwersytetu im. Adama Mickiewicza w Poznaniu[2][3].

W październiku 2020 roku przeszedł na emeryturę i wrócił do Wietnamu.

## Publikacje
- Znad Rzeki Czerwonej nad Wisłę i Wartę, Wyd. Rys, Poznań 2011.
- Literatura polska w Wietnamie, Nghiên cứu Văn học (miesięcznik Badania Literackie) nr 6/2013.
- Ryszard Kapuściński – mistrz reportaży, Nghiên cứu Văn học (miesięcznik Badania Literackie) nr 6/2013.
- Wisława Szymborska i literacka nagroda Nobla, Nghiên cứu Văn học (miesięcznik Badania Literackie) nr 8/2013.
- Tożsamości kultury wietnamskiej, Scripta manent, Księga Jubileuszowa na 25-lecie Wydziału Neofilologii, Uniwersytet im. A. Mickiewicza w Poznaniu, 2013.
- Literatura polska w Wietnamie po roku 1989, [w:] Literatura polska w świecie, tom IV, Mapowanie, opisy, interpretacje, pod redakcją Romualda Cudaka, Uniwersytet Śląski i Wydawnictwo Gnom, Katowice 2014.
- Z nurtem Warty. Wyd. Biblioteka „Tematu”, Bydgoszcz 2016.

## Tłumaczenia
- Kruche szczęście, zbiór opowiadań polskich autorów, wyd. Hanoi, 2003
- W krąg, zbiór opowiadań polskich i zagranicznych autorów, Wyd. Wojskowe, Hanoi 2003
- Ostatni dzień Walentynki, Zbiór opowiadań polskich autorów (wspólnie z Nguyễn Thị Thanh Thư), Wyd. „Trẻ”, Hanoi 2012 (część tłumaczeń ukazała się w „Literaturze na świecie” nr 6/1998, nr 6/1999, nr 2/2008).
- Zbigniew Wojtasiński, 101 mitów o zdrowiu (w odcinkach w miesięczniku dla młodzieży), 2010–2011
- Manula Kalicka: Tata, one i ja, Wyd. Phụ nữ, Hanoi, 2015
- Bolesław Prus, Lalka, Wyd. Phụ nữ, Hanoi, 2016
- Kornel Makuszyński, Przygody Koziołka Matołka, Wyd. Kim Đồng, Hanoi 2016
- Ryszard Kapuściński, Cesarz, Wyd. Thaihabooks, Hanoi 2018

Od 1986 autor tłumaczeń utworów poetyckich Adama Mickiewicza, Adama Asnyka, Kazimierza Przerwy-Tetmajera, Karola Wojtyły, Wisławy Szymborskiej, Tadeusza Różewicza, Czesława Miłosza publikowanych na łamach prasy wietnamskiej.

## Nagrody i wyróżnienia
- Nagroda Literacka im. Klemensa Janickiego „za całokształt twórczości literackiej i wkład w kulturę europejską” (2013)[2]
- II Nagroda w Ogólnopolskim Konkursie Poetyckim im. Jana Krzewniaka (2016)
- Główna Nagroda Literacka Związku Pisarzy Stolicy Hanoi za przekład Lalki Bolesława Prusa (2017)
- Medal Komisji Edukacji Narodowej (2017)
- Nagroda Literacka im. Hipolita Cegielskiego „Labor Omnia Vincit” (Praca zwycięża wszystko) (2017)
- tytuł Ambasadora Polszczyzny poza Granicami Kraju (2019)[5]